# Topolino e le foche
Topolino e le foche (Mickey and the Seal) è un film del 1948 diretto da Charles A. Nichols. È un cortometraggio animato della serie Mickey Mouse, prodotto dalla Walt Disney Productions e uscito negli Stati Uniti il 3 dicembre 1948, distribuito dalla RKO Radio Pictures. A partire dagli anni novanta è più noto come Topolino e la foca.
Il film venne candidato per l'Oscar al miglior cortometraggio d'animazione, ma perse a favore del cortometraggio di Tom & Jerry Piccolo orfano.

## Trama
Al parco dei leoni marini, Topolino dà da mangiare agli animali. Ma a sua insaputa, Salty entra nel suo cestino. Più tardi, Topolino torna a casa e il cucciolo esce dal paniere, poi inizia a scontrarsi con Pluto che viene cacciato fuori di casa da Topolino per aver combinato un disastro. Poco dopo, Salty si tuffa nella vasca da bagno di Topolino piena d'acqua, in cui poco dopo lui entra. Dopo una serie di contrattempi durante il bagno, Topolino si accorge della presenza dell'intruso e quando propone a Pluto di tenerlo, il cane si mette a ringhiare, così Topolino decide di riportare il cucciolo al parco. Una volta lì però, Salty informa i suoi compagni della presenza della vasca nell'abitazione di Topolino; di conseguenza, quando Topolino e Pluto tornano a casa, trovano i leoni marini che fanno il bagno e il cucciolo nel box doccia.

## Distribuzione

### Edizione italiana
Il cortometraggio fu distribuito in Italia il 2 settembre 1970 all'interno del programma Topolino Story. Nel 1990, per la sua ridistribuzione nei cinema, il corto fu doppiato dalla Royfilm con la collaborazione del Gruppo Trenta e fu abbinato al film Un ghepardo per amico con il titolo definitivo Topolino e la foca. Tale doppiaggio del corto fu incluso l'anno successivo nella VHS Topolino superstar e venne poi usato nelle varie successive occasioni.

### Cinema
- Topolino Story (2 settembre 1970)[2]
- Un ghepardo per amico (18 maggio 1990)[3][4]

### Edizioni home video

#### VHS
- Topolino superstar (febbraio 1991)[1]

#### DVD
Il cortometraggio è incluso nei DVD Walt Disney Treasures: Topolino star a colori - Vol. 2, Topolino: sole, sale e sport e Topolino che risate! - Volume 1.